# Das Dschungelbuch (1942)
Das Dschungelbuch (Originaltitel: Rudyard Kipling’s Jungle Book) ist eine US-amerikanische Verfilmung der gleichnamigen literarischen Vorlage von Rudyard Kipling aus dem Jahr 1942.

## Handlung
In einem indischen Dorf soll ein alter Mann der Tochter eines britischen Beamten Geschichten aus seiner Jugend erzählen. Er berichtet ihr von den wilden Tieren des Dschungels und vom ewigen Kampf zwischen Mensch und Natur. Er erinnert sich auch, wie ein Mann von einem Tiger namens Shir Khan getötet wurde und der kleine Sohn des Mannes in den Dschungel floh. Der Junge wurde daraufhin von Wölfen großgezogen und erhielt den Namen Mowgli.
Zwölf Jahre später ist Mowgli, der die Sprache der Tiere versteht, erneut auf der Flucht vor Shir Khan, seinem einzigen Feind. Dabei stößt er auf das Dorf der Menschen und schleicht sich neugierig hinein. Als er sich an einem offenen Feuer die Hand verbrennt, werden die Einwohner des Dorfes auf ihn aufmerksam. Seine Mutter Messua, die nicht ahnt, dass Mowgli ihr Sohn ist, nimmt ihn bei sich auf und bringt ihm das Sprechen bei. Während sich Mowgli mehr und mehr der Lebensweise der Menschen anpasst, freundet er sich mit dem Mädchen Mahala an – zum Missfallen von Mahalas Vater Buldeo, der voller Argwohn in Mowgli eine Gefahr für seine Tochter und das Dorf sieht.
Eines Tages begleitet Mahala Mowgli in den Dschungel, wo sie in einem alten, verlassenen Palast eine geheime Schatzkammer voller Gold und Juwelen entdecken. Eine alte Kobra bewacht den Schatz, der ihrer Warnung zufolge Tod und Verderben bringt. Mowgli und Mahala kehren mit einer Goldmünze als Andenken ins Dorf zurück. Als Buldeo die Münze sieht, will er, dass Mowgli ihn zur Schatzkammer führt. Mowgli erfährt unterdessen, dass Shir Khan in der Nähe des Dorfes umherstreift, und kehrt daher in den Dschungel zurück, entschlossen, den Tiger mit seinem Messer zu töten. Mit Hilfe der Schlange Kaa gelingt es ihm tatsächlich, Shir Khan in einem Kampf auf Leben und Tod zu bezwingen.
Buldeo, der Mowgli mit einer Gruppe von Männern gefolgt war, bedroht ihn mit einer Waffe, wird aber von Mowglis Freund Baghira, einem schwarzen Panther, angegriffen. Überzeugt, dass Mowgli sich in den Panther verwandelt hat, erzählt Buldeo allen Dorfbewohnern, dass Mowgli über Zauberkräfte verfüge. Als dieser erneut im Dorf erscheint, wird er gefesselt, um anschließend verbrannt zu werden. Seine Mutter Messua hilft ihm jedoch zu entkommen. Buldeo und seine Leute verfolgen Mowgli, der sie schließlich zum alten Palast führt. Nachdem sie die Schatzkammer gefunden haben, fallen Buldeos Männer den Gefahren des Dschungels zum Opfer oder bringen sich aus Gier gegenseitig um. Buldeo, der als einziger von ihnen übrig bleibt, versucht, Mowgli zu töten, und entfacht ein Feuer, das daraufhin auch das Dorf bedroht. Mowgli führt Mahala, Messua und die anderen Dorfbewohner zu einem Fluss, wo sie vor dem Feuer in Sicherheit sind. Anschließend kehrt er in den Dschungel zurück, um auch die Tiere vor den Flammen zu retten.
Zurück in der Gegenwart, beendet Buldeo seine Erzählung. Als ihn seine aufmerksame Zuhörerin fragt, wie er dem Feuer habe entkommen können, und was aus Mowgli und Mahala geworden sei, antwortet er, dass dies eine andere Geschichte sei.

## Hintergrund
Diese erste Verfilmung des gleichnamigen Kinderbuchklassikers von Rudyard Kipling wurde unter Zoltan Kordas Regie in Hollywood und am Lake Sherwood unweit von Los Angeles gedreht. Produzent Alexander Korda, der die Filmrechte erworben hatte und den Film bereits 1939 drehen wollte, ließ Lianen, Bambus, Elefantengras und andere  südasiatische Dschungelpflanzen aus Indien für das Szenenbild unter der Leitung von Vincent Korda importieren. Die über 300 im Film zum Einsatz gekommenen Tiere kamen hingegen aus kalifornischen Zoos oder von nahegelegenen Farmen. Die Dreharbeiten zogen sich mehr als ein Jahr lang hin. Vier Tiertrainer und ein Regieassistent, der sich einzig um die Tiere kümmern sollte, kamen dabei zum Einsatz. Für Nahaufnahmen wurden jedoch ausschließlich zahme Tiere ausgewählt. Auch wurden Aufnahmen von Panthern auf 30 Sekunden begrenzt und Tiger nur von Weitem hinter einem nicht sichtbaren Zaun gefilmt, um gefährliche Situationen zu vermeiden. Während der Produktion gerieten Zoltan und Alexander Korda wiederholt aneinander. Ersterem schwebte ein realistischer Abenteuerfilm im Stil von Der Elefantenjunge vor, sein Bruder hingegen bestand auf ein Fantasy-Spektakel wie Der Dieb von Bagdad. Es war das letzte Mal, dass die Korda-Brüder gemeinsam einen Film drehten.
Der Komponist Miklós Rózsa studierte speziell für den Film indische Musik, um jede Figur mit einem adäquaten musikalischen Thema auszustatten. Das Dschungelbuch war der erste Film, bei dem die Filmmusik als „Original Soundtrack“ veröffentlicht wurde. Dessen Aufnahmen waren mit den im Film zu hörenden Einspielungen der Filmmusik identisch. Zuvor war die auf Schallplatten verkaufte Filmmusik stets von Plattenfirmen in einem Tonstudio neu eingespielt worden.
Das Dschungelbuch wurde am 3. April 1942 in den Vereinigten Staaten uraufgeführt. In Deutschland kam der Film am 12. August 1949 in die Kinos, in Österreich bereits am 17. Dezember 1948. Am 11. April 1966 wurde er erstmals von der ARD im deutschen Fernsehen gezeigt.

## Kritiken
Für Bosley Crowther von der New York Times war die Kipling-Adaption seinerzeit „ein opulenter und extravaganter Abenteuerfilm“, doch sei sie zu sehr damit beschäftigt, „Gewalt zur Schau zu stellen“. Regisseur Zoltan Korda habe mit all den Tieren „einige erstaunliche Effekte“ erzeugt, jedoch „keinen soliden Film“ zustande gebracht. Es handle sich in erster Linie um ein „Spektakel“. Verglichen mit den Tieren seien die Schauspieler „ziemlich schlecht“. Sabu sehe „äußerst albern“ aus und wirke so, als fühle er sich „vollkommen unbehaglich, wenn er sprechen muss“. Trotz „strahlender“ Technicolor-Farben und „einiger bezaubernder Szenen“ sei der Film im Großen und Ganzen zu „pompös“.
Variety war der Auffassung, dass Mowglis Geschichte „sehr ernst“ umgesetzt worden sei und mit leichterer Handhabung möglicherweise unterhaltsamer gewesen wäre. Einige in „brillanten Farben“ gedrehte Tieraufnahmen seien jedoch „hoch interessant“ und „bemerkenswert“. Sabu wiederum bewege sich „mit Leichtigkeit und Anmut“ durch den Dschungel.
Das Lexikon des internationalen Films beschreibt Das Dschungelbuch als „[f]arbenprächtige[n] Jugend-Abenteuerfilm nach Rudyard Kipling“. Cinema zog schlicht das Fazit: „Fantasievoll und herzig – für Jung und Alt!“ Der Filmkritiker Leonard Maltin bezeichnete den Film rückblickend als „spannende Familienunterhaltung“, die „schöne Filmmusik von Miklós Rózsa“ vorweisen könne.

## Auszeichnungen
Bei der Oscarverleihung 1943 war Das Dschungelbuch in den vier Kategorien Beste Kamera, Beste Filmmusik, Bestes Szenenbild und Beste Spezialeffekte für den Oscar nominiert, konnte sich aber jeweils nicht gegen die Konkurrenz durchsetzen.

## Deutsche Fassung
Eine deutsche Synchronfassung entstand 1962 in München im Auftrag der ARD.
| Rolle              | Darsteller        | Synchronsprecher    |
| ------------------ | ----------------- | ------------------- |
| Mogli              | Sabu              | Fritz Wepper        |
| Buldeo             | Joseph Calleia    | Wolfgang Eichberger |
| Barbier            | John Qualen       | Harry Wüstenhagen   |
| Gelehrter          | Frank Puglia      | Klaus W. Krause     |
| Mahala             | Patricia O’Rourke | Uschi Wolff         |
| Durga              | Ralph Byrd        | Niels Clausnitzer   |
| englisches Mädchen | Faith Brook       | Rosemarie Fendel    |
| Sikh               | Noble Johnson     | Helmo Kindermann    |